# Attentatet (1980)
Attentatet är en svensk thrillerfilm från 1980 i regi av Thomas Johansson.

## Handling
Filmen utspelas i Sverige 1990, där det är inbördeskrig sedan åtta år. Tre män håller flera personer gisslan i en lägenhet.

## Om filmen
Filmen hade premiär 25 februari 1980 och är tillåten från 15 år.

## Rollista
- Willie Andréason
- Christina Lindberg
- Per Oscarsson
- Marina Lindahl
- Stig Törnblom
- Carl-Erik Proft
- Vivian Falk
- Dan Lindhe
- Thomas Johansson
- Roland Johansson